# Sola (Heiliger)

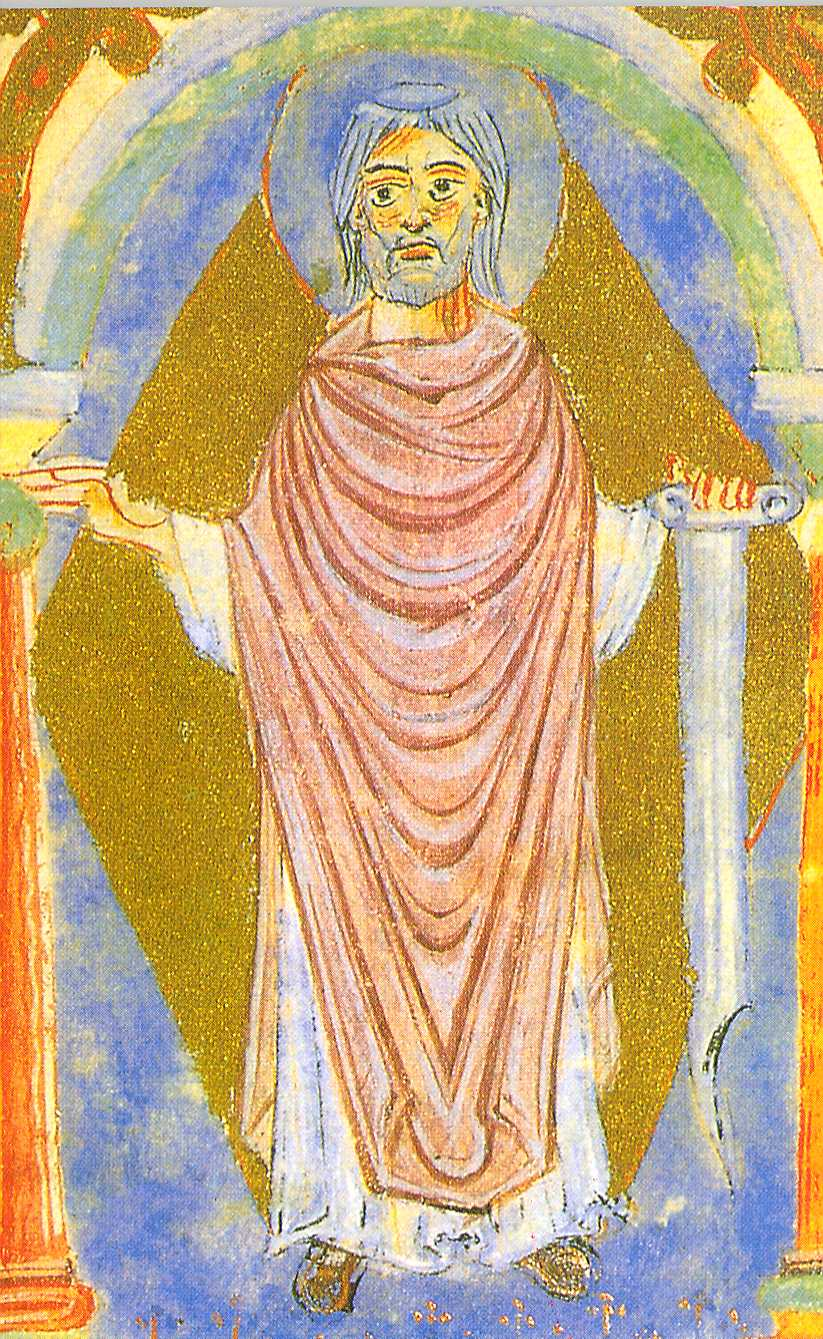
Der hl. Sola im Pontifikale Gundekarianum, 11. Jahrhundert

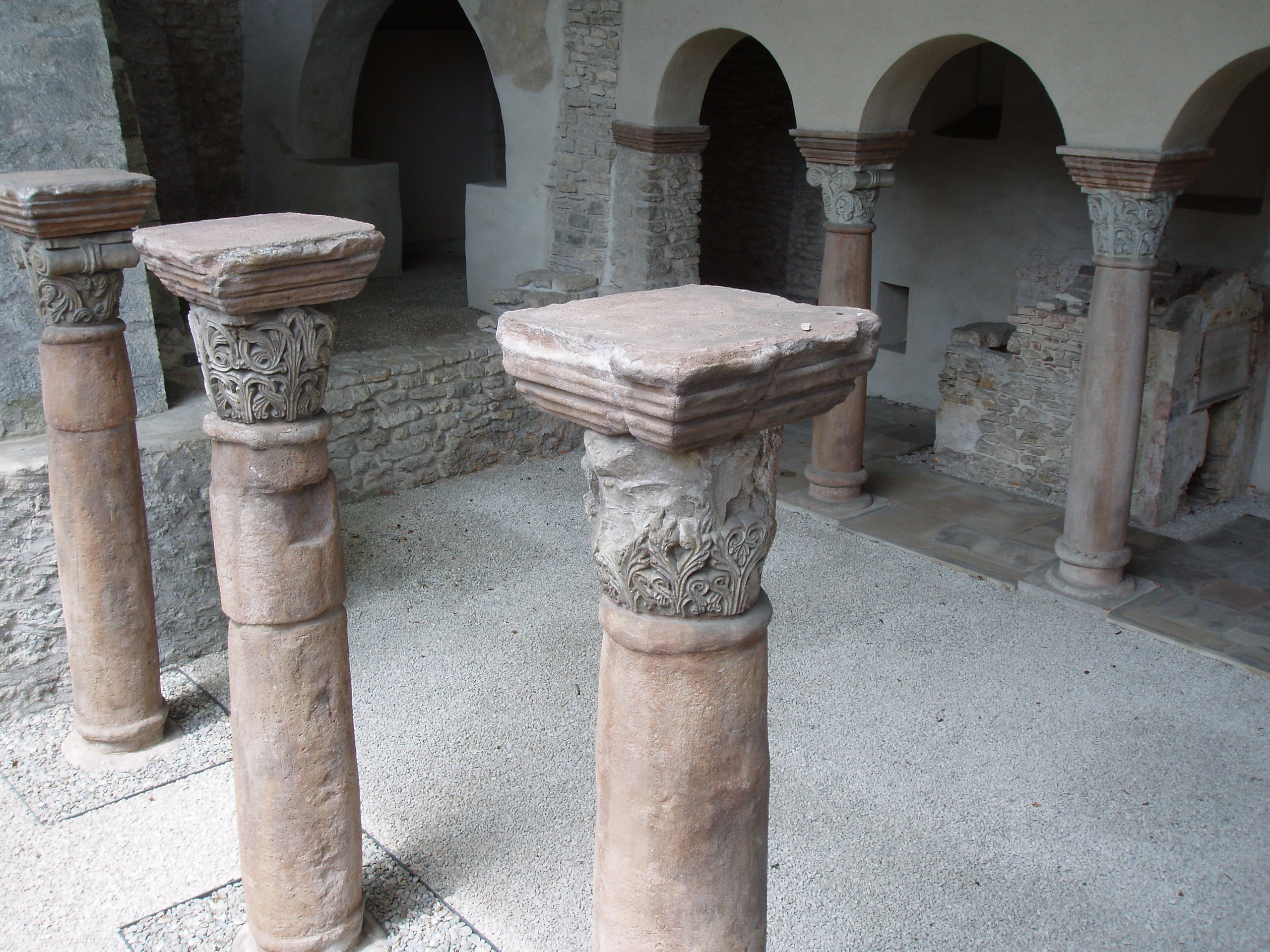
Sola-Basilika in Solnhofen mit (leerer) Sola-Tumba im nördlichen Seitenschiff

Sola (* in Südengland; † 3. Dezember 794 in Solnhofen) war ein Missionar und Heiliger, der im Frankenreich gewirkt hat.

## Leben und Wirken
Wie Willibald, der erste Bischof von Eichstätt, kam auch Sola von Südengland in der sogenannten dritten Missionswelle auf den Kontinent.
744 kam Sola nach Fulda an das im Auftrag von Winfried-Bonifatius neu gegründete Benediktinerkloster, wo er bald durch den Heiligen Bonifatius zum Priester geweiht wurde.
Zwischen 745 und 750 verließ Sola das Kloster mit dem Auftrag, im südlichen Sualafeldgau als Missionar tätig zu werden. Unter dem Einfluss von Winfried-Bonifatius zog er 758 nach Husen, dem heutigen Solnhofen, das nach ihm benannt ist. Dort errichtete er ein Oratorium, eine kleine Kirche an einer Stelle, an der schon vorher zwei Kirchen gestanden waren, und war bis zu seinem Tod als Missionar tätig; außerdem verwaltete er den ihm anvertrauten Besitz.
793 besuchte Karl der Große Sola auf seiner Reise von Regensburg zum Königshof in Weißenburg. Von dort aus inspizierte er die Arbeiten an der Fossa Carolina, dem geplanten Verbindungskanal zwischen Schwäbischer Rezat und Altmühl. In Anerkennung der Verdienste Solas schenkte Karl ihm den Ort seines Wirkens.
In seinem Testament vermachte Sola seinen ganzen Besitz dem Kloster Fulda, darunter die von König Karl geschenkten Güter. Er wurde an der nördlichen Außenmauer seiner Kirche bestattet.

## Heiligsprechung
833 kam Gundram, Hofkaplan Ludwigs des Frommen und Neffe des Fuldaer Abtes (und späteren Mainzer Erzbischofs) Hrabanus Maurus nach Solnhofen, um die Aufgaben der neu gegründeten Benediktinerpropstei von Solnhofen und des Königsgutes wahrzunehmen. Seine Verehrung Solas veranlasste ihn, mit Erlaubnis des Eichstätter Bischofs Altuin die Gebeine Solas zu erheben und im nördlichen Seitenschiff der Basilika neu zu bestatten. Dieser Akt war die Heiligsprechung Solas. Die Begründung dafür lieferte zum einen die Lebensbeschreibung Solas, die Vita Suaolonis, die zwischen 836 und 842 durch Ermanrich von Ellwangen niedergeschrieben wurde, zum anderen die überlieferten Wunder, wie die Heilung von Blinden, Taubstummen und Krüppeln im Zeichen des Kreuzes. Solas kirchlicher Festtag ist der 5. Dezember. Den Fuldaer Totenannalen zufolge verstarb Sola am 4. Dezember 794. Er ist insbesondere der Schutzpatron aller Schwerarbeiter im Jurabistum Eichstätt. Er ist auch Namensgeber der katholischen Ortskirche.